# 汪玉 (明朝)
汪玉（1481年—1529年），字汝成，号雷锋，一号默休，浙江鄞县人。 明朝儒学家、政治人物。

## 生平
治《易經》，弘治十四年（1501年）由國子生中式辛酉科浙江鄉試第十七名舉人，正德三年（1508年）登戊辰科第二甲第七十五名進士。历任刑部主事、署员外郎，九年（1514年）二月升湖广按察佥事，摄辰沅兵备。宁王朱宸濠起兵叛乱，攻陷九江城。汪玉因防御叛兵有功，十四年（1519年）八月擢湖广郴桂兵备副使。曾剿灭剿灭香炉山盗贼。丁忧归，嘉靖四年（1525年）七月服阕起补山东副使，六年正月升本省按察使，七年官至佥都御史，巡抚顺天。八年九月被劾去职，不久卒于遵化行院，年四十九。
为官闲暇研习儒学。致仕回乡后，开办书院，授徒讲学。

## 代表著述
- 《敞箧留稿》二卷
- 《四书粹义》
- 《书经存疑》
- 《杂录记》

## 家族
曾祖汪公鏐。祖汪江，義官。父汪子材，義官。母吴氏。重庆下，行二，兄瓉、弟瑫、璧、琪、玢、璠、琨。